# Аа (Іда-Вірумаа)
Аа (ест. Аа) — село на північному сході Естонії на березі Фінської затоки у волості Люганусе (повіт Іда-Вірумаа). Перша письмова згадка про село міститься в данському перепису 1241 року.
Головна пам'ятка — садиба помістя Аа, побудована в 1426—1491 рр. Сьогодні тут розмістився будинок престарілих. Серед інших пам'яток — колишній садовий павільйон саду (тепер капличка), парк помістя Aa (площа — 65 000 кв. м), сосновий гай, табір Естонської Методистської Церкви, піщані пляжі.

## Легенда про особняк
Колись навколо Фінської затоки будувалось багато літніх котеджів для шведської королівської сім'ї. За легендою першої половини XVI ст., шведська принцеса Крістіна і руський принц Алексій тут зустрілись і покохали один одного, після чого вирішили разом втекти. Але їх зловили під час втечі. Батько Крістіни був сильно розлючений вчинком дочки і наказав її замурувати разом з її служанкою, але зробити це так, щоб їх можна було забезпечувати водою та їжею. Крістіна довго прожила в ув'язненні, а ночами сильно кричала. Її привид досі ночами ходить по будівлі і виє. За легендою походження назви мизи Аа пов'язано з воєм Крістіни.